# Неофит Кафес
Неофит (на гръцки: Νεόφυτος) е гръцки духовник, митрополит на Вселенската патриаршия.

## Биография
Роден е в 1820 година със светската фамилия Кафес (Καφές) в епирското село Дримадес и затова носи прякора Дримадец (Δρυμάδης). Баща му, който е от село Ставроскиади, умира, когато той е на 9 години и попада под опеката на епископ Йоаким Дринополски. В 1837 година е ръкоположен за дякон от Йоаким, който междувременно е станал янински митрополит. През 1838 година последва Йоаким във Великата лавра на Света гора, където той е заточен след оставката си от Янинската епархия. Малко след това двамата заминават за Цариград. През 1849 година завършва Богословското училище на Халки. От 1849 до 1855 година служи като архиерейски наместник в Кизическата епархия. През 1855 година е назначен за велик протосигел на Патриаршията.
На 17 април 1856 година е ръкоположен за хиоски митрополит от патриарх Кирил VII Константинополски в съслужение със синодалните архиереи. През декември 1860 година е преместен като митрополит в Касандрия. Заминава за епархията си на 17 август 1861 година. В 1863 г. построява училище в Ормилия с помощта на жителите, както и училище във Василика. В 1864 година е избран за член на Светия синод. На 14 март 1865 г. е прехвърлен в Деркоската митрополия с център в Терапия, където умира на 5 август 1875 година.